# Anomala stigmatella
Anomala stigmatella är en skalbaggsart som beskrevs av Thomas Casey 1915. Anomala stigmatella ingår i släktet Anomala och familjen Rutelidae. Inga underarter finns listade i Catalogue of Life.